# 魚津総合公園
魚津総合公園（うおづそうごうこうえん）は、富山県魚津市三ヶの早月川側にある都市公園（総合公園）である。1972年2月5日に都市計画（県告第108号）が決定され、1976年から整備されたレジャー公園である。
2020年3月20日、公募により愛称が『みらパーク』に決まったことが発表された。

## 主な施設
- ミラージュランド
  - ミラージュハウス
  - ミラージュプール（海水プール）
- 魚津水族館
- アスレチック広場
- 早月川パークゴルフ場（2002年8月開設[7]）
- テニスコート

## 桜の名所
魚津総合公園は、桜の名所としても有名であり、毎年春にたくさんの人が花見に訪れる。桜は1978年から1983年にかけて園路沿いや芝生広場にソメイヨシノやサトザクラが植樹され、富山さくらの名所70選にも指定されている。

## 交通
- 鉄道
  - 富山地方鉄道本線西魚津駅より徒歩約15分
  - 同電鉄魚津駅よりタクシー約7分
  - あいの風とやま鉄道線 魚津駅よりタクシー約10分
- バス
  - 魚津市民バス市街地巡回ルート「水族館口」停留所より徒歩約5分
- 道路
  - 北陸自動車道魚津IC・滑川ICから約10分